# Jiří Světlík
Jiří Světlík (11. března 1924 Plzeň – 16. srpna 2022 Plzeň) byl český skaut (bratr Medvěd), politický vězeň za nacismu i komunismu, regionální historik.

## Život

### Dětství
Rodina Světlíkova žila nejdříve na plzeňském Petrohradě, později na Slovanech. Jiří Světlík navštěvoval chlapeckou Masarykovu školu na Jiráskově náměstí. Po základní škole se vyučil tiskařem v otcově tiskárně v Plzni. Skautský slib složil v roce 1938.

### Totální nasazení
Z nuceného nasazení z německého Donauwörthu často navzdory přísnému zákazu jezdil za rodiči. Během těchto nebezpečných cest vozil do Protektorátu Čechy a Morava i vzkazy kamarádů pro jejich blízké. V červnu 1944 byl po prozrazení těchto cest obviněn z napomáhání nepříteli a velezrady, rozkladu branné síly německého národa, zatčen a držen ve vyšetřovací vazbě v Donauwörth a ve věznici Stadelheim v Mnichově. Ve věznici byl zařazen na sekání dříví pro německé obyvatelstvo. "Řeklo by se fešáckej kriminál. Jenže právě, že kriminál. Jídla málo, mříže v oknech a dokonale vysoká zeď. A k tomu probíhající vyšetřování. Vedl je vyšetřující soudce v místní soudní budově, kam mne tu a tam vodili. Ze tří paragrafů v mém obvinění měly dva jako první alternativu trest smrti a ten třetí doživotí." Soud byl několikrát odložen, např. pro vyhoření justičního paláce následkem náletu na Mnichov. Během čekání na verdikt byl na cele s dvěma dalšími Čechy. Jeden z nich byl odsouzen k smrti a v lednu 1945 popraven. Před odchodem na smrt daroval Jiřímu Světlíkovi palcové rukavice, které měl schované po celý život. Dne 1. května 1945 byla věznice osvobozena americkou armádou. Teprve 11. května byli političtí vězni československé národnosti propuštěni.

### Návrat z Německa domů
Jiří Světlík se zapojil do organizace československé svépomoci Czechoslowak Self-Help of City Munich, jejímž prostřednictví se Čechoslováci dostávali z Mnichova do vlasti. Kvůli poškozeným mostům a silnicím byl přechod hranice možný až přes Dolní Dvořiště. Na konci května přes Kaplici, České Budějovice, Nezvěstice (místo demarkační linie a také pasové kontroly mezi sovětskou a americkou zónou) se dostal až do Plzně a shledal se s rodinou.

### Věznění po Únoru
Tiskárna otce Jiřího Světlíka byla po roce 1948 rodině zabavena. Jiří Světlík odešel pracovat do porcelánky v Lokti u Karlových Varů. V 50. letech se zapojil do skupiny, která v lágrech na Horním Slavkovsku pomáhala vězňům, např. udržovat spojení s rodinami a obstarávání potravin. Skupina byla odhalena a v roce 1952. Jiří Světlík byl obviněn z vlastizrady a vyzvědačství. Soud s údajnou protistátní skupinou probíhal v divadelním sále v Lokti, jehož pronájem museli obžalovaní uhradit. Šest obžalovaných bylo odsouzeno k 77 letům a 6 měsícům odnětí svobody. Jiří Světlík jako údajný vedoucí skupiny protistátního spiknutí a dostal nejvyšší trest – 20 let odnětí svobody. Vězněn byl v Chebu, Klatovech, v Jáchymově (lágry Nikolaj a Svornost), Kartouzech ve Valdicích. Amnestie v roce 1960 se ho jako vedoucího skupiny netýkala. Propuštěn byl až v polovině trestu po amnestii v roce 1962. Rehabilitován byl až po roce 1989.

### Na svobodě
Po amnestii v roce 1962 pracoval v Kovodružstvu až do penze, navzdory svým schopnostem o vedoucí pozici přišel při prověrkách po roce 1968.

### Ocenění
- 2016 Cena Příběhů bezpráví od Jeden svět na školách organizace Člověk v tísni[8]
- 2018 Cena Paměti národa[9]
- 2020 Řád stříbrného vlka

### Dílo
- Dobřív: historie podbrdské vesnice. 2., upr. vyd. Plzeň: Petr Mikota, 2006. 64 s. ISBN 80-86596-88-5.
- Dobřív 675 let historický místopis 1. vydání 2000
- Paměti starého kriminálníka. 2. vyd. Plzeň: Ing. Petr Mikota, 2015. 91 s. ISBN 978-80-87170-38-0.